# The Big Picture (Jacob Karlzon-album)
The Big Picture är ett musikalbum från 2011 med Jacob Karlzon 3.

## Låtlista
Låtarna är skrivna av Jacob Karlzon om inget annat anges.
1. The Big Picture – 5:17
2. Bakersfield Revisited – 6:38
3. Maniac (Dennis Matkosky/Michael Sembello) – 8:20
4. On the Horizon – 7:26
5. In God's Country (Adam Clayton/Bono/Larry Mullen Jr/The Edge) – 6:36
6. Newbie – 5:56
7. Ma Salama – 5:49
8. Utopian Folksong – 5:55
9. At the End of the Day – 2:07

## Medverkande
- Jacob Karlzon – piano, elektronik
- Hans Andersson – bas
- Jonas Holgersson – trummor

## Mottagande
Skivan fick ett gott mottagande när den kom ut med ett snitt på 4,1/5 baserat på 16 recensioner.

## Listplaceringar
| Lista (2011) | Topplacering |
| ------------ | ------------ |
| Sverige      | 41           |